# Баланс сил (геополитика)

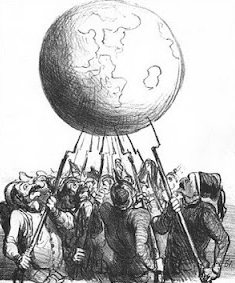
L’Equilibre Européen — карикатура 1866 года работы Домье, представляющая баланс сил в виде солдат разных народов, поддерживающих мир на своих штыках.

Бала́нс сил, в международных отношениях — распределение мирового влияния (политического лидерства) между отдельными центрами силы — полюсами. 
Баланс сил, в геополитике, по мнению некоторых, может принимать различные конфигурации: биполярную, трёхполюсную, мультиполярную (или многополярную) и так далее.
Главная цель баланса сил — предотвращение доминирования в международной системе одного государства или группы стран, обеспечить поддержание международного порядка.

Отто фон Бисмарк: «Вся политика может быть сведена к формуле: постарайся быть среди троих в мире, где правит хрупкий баланс пяти держав. Это единственная подлинная защита против формирования враждебных коалиций».
Баланс сил является одним из ключевых понятий в теории политического реализма и неореализма. Представители этих парадигм считают его главным способом стабилизации системы международных отношений, основой международного порядка и безопасности.
Теоретик международных отношений М.Каплан на основе политического реализма построил типологию международных систем, включающую шесть типов систем. Одним из них является так называемая «система баланса сил», характеризующаяся многополярностью.
Баланс сил зачастую играет решающую роль в дипломатии: так, Англия начиная с XVI века в европейских делах рассматривала поддержание «равновесия» как краеугольный камень своей политики.

## Однополярность
Однополярность — тип мирового устройства, при котором власть сосредоточена в той или иной степени в одном центре — гегемоне.

### Исторические гегемоны
- Персидская империя (550—330 до н. э.)
- Римская империя (I век до н. э. — V век н. э.)
- Арабский халифат (середина VIII — середина XIII века)
- Монгольская империя (XIII — XIV века)
- Испанская империя (XV век — середина XVII века)
- Франция (середина XVII — начало XIX века)
- Британская империя (XIX — начало XX века) — Британия не являлась абсолютным гегемоном, поскольку её влияние неоднократно оспаривалось Германской, Французской и Российской империями.
  - В ходе обеих мировых войн образовывалась биполярная система, где одним полюсом являлась Германия и возглавляемая ею коалиция, а вторым — союз старых великих держав (Антанта и Антигитлеровская коалиция).
- Биполярный мир — Союз Советских Социалистических Республик и Соединённые Штаты Америки (5 марта 1946—1989)
- Соединённые Штаты Америки (с 1989) — подобно Британии не являются абсолютным гегемоном ввиду сохранения права вето у постоянных членов Совета Безопасности ООН и сохранения стратегического (ракетно-ядерного) паритета с Россией.

## Биполярность

Распределение мирового влияния между США и СССР в 1959 году

Биполярность (двуполярность) — распределение сил между двумя государствами. Глобальная двуполярность подразумевает разделение мира на сферы влияния между двумя полюсами силы, создание военно-политических блоков, иногда — строительство идеологического, религиозного, культурного барьеров.
Наиболее известным историческим примером биполярного мирового устройства является Холодная война между Советским Союзом и Соединёнными Штатами (1946—1991). Вторая половина XX века была единственным периодом в истории человечества, когда абсолютно весь мир был разделен на два лагеря. Исключения из сфер влияния составляли лишь отдельные, чаще всего небольшие и малозначимые со стратегической точки зрения государства, объявившие о своём нейтралитете.
Кроме того, биполярность в отдельных случаях может означать объединение двух противоборствующих лагерей на равноправных условиях, например противостояние Антигитлеровской коалиции (Соединённые Штаты Америки — СССР — Великобритания) и Оси (Германия — Италия — Япония) во Второй мировой войне.
Биполярность может осуществляться в двух вариантах: конфронтационном (Холодная война между Советским Союзом и Соединёнными Штатами) и кооперационном (внешняя политика СССР периода перестройки).

Двуполярный мир в 1980 году

## Деление мира во второй половине XX века
Во второй половине XX века мир по идеологическому признаку условно разделялся на два мира — капиталистическую и социалистическую системы.

## Страны под влиянием США

### Северная Америка
- Канада — член Организации Североатлантического договора
- Мексика

### Центральная Америкаи Карибский бассейн
- Белиз
- Гватемала
- Гондурас
- Коста-Рика
- Панама
- Сальвадор
- Ямайка
- Доминиканская Республика

### Южная Америка
- Эквадор
- Колумбия
- Гайана
- Суринам
- Чили
- Аргентина
- Боливия
- Уругвай
- Парагвай
- Перу

### Европа
Организация Североатлантического договора:
- Бельгия
- Великобритания
- Дания
- Исландия
- Италия
- Люксембург
- Нидерланды
- Норвегия
- Португалия
- Франция
- Греция
- Федеративная Республика Германия
- Испания
- Турция (расположена на границе между Европой и Азией)

### Азия
- Республика Корея
- Пакистан
- Япония
- Филиппины
- Таиланд
- Сингапур
- Объединённые Арабские Эмираты
- Оман
- Саудовская Аравия
- Израиль[6]
- Палестина
- Иордания
- Малайзия
- Кипр[6]

### Африка
- Марокко
- Западная Сахара
- Гамбия
- Либерия
- Кения
- Демократическая Республика Конго
- Уганда
- Руанда
- Бурунди
- Замбия
- Малави
- Зимбабве
- Ботсвана
- Намибия
- Южно-Африканская Республика
- Свазиленд
- Лесото

### Австралия и Океания
- Австралия
- Папуа — Новая Гвинея
- Новая Зеландия

## Страны под влиянием СССР и страны не под влиянием США

### Центральная Америка
- Республика Куба
- Никарагуа

### Европа
Организация Варшавского договора:
- Польская Народная Республика
- Народная Республика Болгария
- Венгерская Народная Республика
- Социалистическая Республика Румыния
- Чехословацкая Социалистическая Республика
- Народная Республика Албания
- Германская Демократическая Республика

Не входила в Организацию Варшавского договора:
- Социалистическая Федеративная Республика Югославия

### Азия
- Китайская Народная Республика
- Корейская Народно-Демократическая Республика
- Монгольская Народная Республика
- Социалистическая Республика Вьетнам
- Лаосская Народно-Демократическая Республика
- Народная Республика Кампучия
- Республика Союз Мьянма
- Бангладеш
- Индия
- Индонезия
- Демократическая Республика Афганистан
- Ирак
- Объединённая Арабская Республика
- Народная Демократическая Республика Йемен
- Демократическая Социалистическая Республика Шри-Ланка

### Африка
- Алжирская Народная Демократическая Республика
- Тунис
- Великая Социалистическая Народная Ливийская Арабская Джамахирия
- Гвинея
- Сьерра-Леоне
- Гана
- Бенин
- Судан (Включал в себя Судан и Южный Судан)
- Народно-Демократическая Республика Эфиопия
- Народная Республика Конго
- Сомали
- Народная Республика Ангола
- Танзания
- Народная Республика Мозамбик
- Демократическая Республика Мадагаскар

## Многополярность
Многополярность — система мирового устройства, при котором множество (по крайней мере, не менее трёх) государств обладают приблизительно равным экономическим и военным потенциалом. В теории считается наименее стабильной из всех. На протяжении истории многополярность подразумевала скорее войну, чем мирное сосуществование примерно равных по могуществу государств. Однако, с другой стороны, многополярная система — наиболее устойчивая из всех существующих и может существовать неограниченный промежуток времени. В то же время в биполярной системе рано или поздно будет выигравший, а однополярная система неизбежно приходит к деградации и краху с течением времени. Однако это может произойти только по конкретным причинам, каждую из которых можно изучить и найти соответствующее противодействие.
Многополярной была Европа XIX—XX веков, глобальной многополярность стала в начале XXI века.